# Campionati europei di ciclismo su strada 2020 - Gara in linea femminile Under-23
La gara in linea femminile Under-23 dei Campionati europei di ciclismo su strada 2020, ventiseiesima edizione della prova, si disputò il 26 agosto 2020 su un circuito di 13,65 km da ripetere 6 volte, per un percorso totale di 81,9 km, con partenza ed arrivo a Plouay, in Francia. La vittoria fu appannaggio dell'italiana Elisa Balsamo, che terminò la gara in 2h15'27" alla media di 36,275 km/h, precedendo l'olandese Lonneke Uneken e la danese Emma Norsgaard Jørgensen.
Accreditate alla partenza 72 cicliste, delle quali 70 presero il via e 62 completarono la gara.

## Squadre e corridori partecipanti
| N.    | Cod. | Squadra     |
| ----- | ---- | ----------- |
| 1-6   | FRA  | Francia     |
| 7-12  | ITA  | Italia      |
| 13-18 | POL  | Polonia     |
| 19-24 | NLD  | Paesi Bassi |
| 25-30 | DEU  | Germania    |
| 31-32 | NOR  | Norvegia    |
| 33-36 | GBR  | Regno Unito |
| 37-40 | SWI  | Svizzera    |
| 41-46 | BEL  | Belgio      |
| 47    | CRO  | Croazia     |
| 52-54 | SWE  | Svezia      |

| N.    | Cod. | Squadra     |
| ----- | ---- | ----------- |
| 55    | BLR  | Bielorussia |
| 56-57 | CZE  | Cechia      |
| 58    | DNK  | Danimarca   |
| 59    | HUN  | Ungheria    |
| 60-61 | LTU  | Lituania    |
| 62-63 | LUX  | Lussemburgo |
| 64-66 | SVK  | Slovacchia  |
| 67-69 | UKR  | Ucraina     |
| 70    | LAT  | Lettonia    |
| 71-76 | ESP  | Spagna      |

## Ordine d'arrivo (Top 10)
| Pos. | Corridore                | Squadra     | Tempo    |
| ---- | ------------------------ | ----------- | -------- |
| 1    | Elisa Balsamo            | Italia      | 2h15'27" |
| 2    | Lonneke Uneken           | Paesi Bassi | s.t.     |
| 3    | Emma Norsgaard Jørgensen | Danimarca   | s.t.     |
| 4    | Franziska Koch           | Germania    | s.t.     |
| 5    | Wilma Olausson           | Svezia      | s.t.     |
| 6    | Kata Blanka Vas          | Ungheria    | s.t.     |
| 7    | Shari Bossuyt            | Belgio      | s.t.     |
| 8    | Silke Smulders           | Paesi Bassi | s.t.     |
| 9    | Évita Muzic              | Francia     | s.t.     |
| 10   | Chiara Consonni          | Italia      | s.t.     |